# Apodanthaceae
Classification APWebsite
Classification APG III (2009)
Famille
Apodanthaceae est une petite famille botanique de 3 genres de position incertaine.
Ce sont des plantes filamenteuses, parasites, généralement sans feuille (présence d’écaille), sans chlorophylle et sans racine, fixées par des suçoirs sur les racines de leurs hôtes, originaires des zones tropicales et néo-tropicales.

## Étymologie
Le nom vient du genre type Apodanthes, composé du préfixe privatif grec α- / a-, sans, et des mots grecs ποδός / podos, pied, et άνθος / anthos, fleur, littéralement « fleur sans pied ».

## Classification
Dans la classification phylogénétique APG III (2009) cette famille était dite incertae sedis, c'est-à-dire dans une position incertaine dans l'arbre phyllogénétique.
La classification phylogénétique APG IV (2016) place cette famille dans l'ordre des Cucurbitales.

## Liste des genres et espèces
Selon NCBI (8 Jul 2010) et DELTA Angio (8 Jul 2010) :
- Apodanthes (en)
- Berlinianche (es)
- Pilostyles

## Liste des espèces
Selon NCBI (8 Jul 2010) :
- genre Apodanthes
  - Apodanthes caseariae
- genre Berlinianche
  - Berlinianche aethiopica
- genre Pilostyles
  - Pilostyles coccoidea
  - Pilostyles collina
  - Pilostyles hamiltonii
  - Pilostyles thurberi